# Toyotomi Hideyoshi

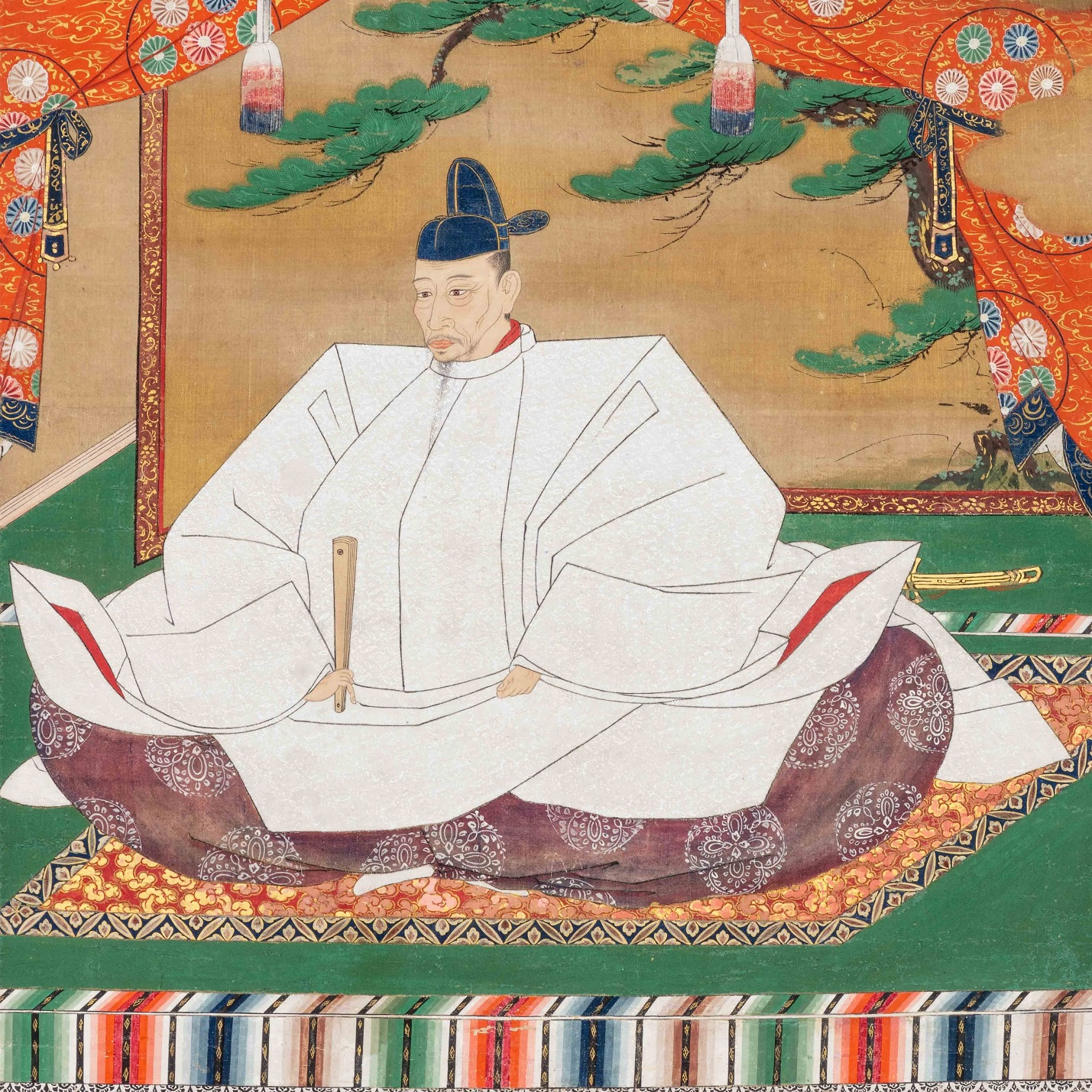
Toyotomi Hideyoshi

Toyotomi Hideyoshi (jap. 豊臣 秀吉; genannt Taiko, * 17. März 1537 in Nakamura, Aichi-gun, Provinz Owari (heute Nakamura-ku, Nagoya); † 18. September 1598 auf der Burg Fushimi (heute in Fushimi-ku, Kyōto)) war ein japanischer Feldherr und Politiker, der entscheidend zur Einigung des neuzeitlichen Japans beitrug, weshalb er als der zweite der Drei Reichseiniger bezeichnet wird. Er übernahm das Amt als General nach dem Selbstmord durch Seppuku von Oda Nobunaga und führte die Einigung Japans herbei. Ihm folgte Tokugawa Ieyasu, der die Tokugawa-Dynastie der Shōgune begründete.

## Leben

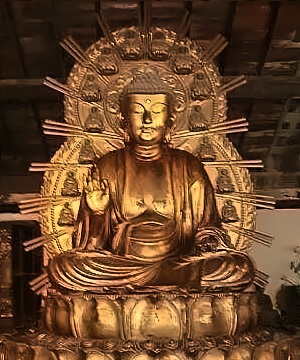
Eine Nachbildung des Großen Buddha von Kyoto, gebaut von Toyotomi Hideyoshi

Hideyoshi wurde als erster Sohn eines Bauern im Dorf Nakamura (heute ein Stadtbezirk von Nagoya) in der Provinz Owari geboren. Sein erster Name war Hiyoshi oder Hiyoshimaru. Seine auffällige Physiognomie trug ihm den Beinamen Saru (Affe) ein. Hideyoshis Vater Yaemon († 1543) hatte als einfacher Fußsoldat in der Armee von Oda Nobuhide gekämpft und gehörte nicht der Samurai-Klasse an. Dennoch verfügte die Familie nachweislich über einen gewissen Wohlstand und besaß eine eigene Parzelle Land. Als junger Mann diente Hideyoshi zunächst der Familie der Matsudaira, die Vasallen der Imagawa waren, in der Provinz Mikawa. 1558 verließ er die Imagawa, um in den Dienst von Oda Nobunaga zu treten. 1560 kämpfte Hideyoshi in der Schlacht von Okehazama für die Oda. Seine Karriere begann er als einfacher Soldat, aber mit einigen Erfolgen erwarb er sich höhere Ränge. Auf dem Schlachtfeld war er an einem eindrucksvollen Hirschgeweih auf seinem Helm zu erkennen. Er nannte sich damals Kinoshita Tōkichirō (木下 藤吉郎) und heiratete Nene. In dieser Zeit lernte er Maeda Inuchiyo kennen, mit dem er sich anfreundete.
Hideyoshi zeigte in strategischer und taktischer Hinsicht Talent auf dem Schlachtfeld und besaß ein hohes diplomatisches Geschick (er arbeitete sich von einem Fußsoldaten zum mächtigsten Mann des Reiches empor). Nachdem er im Krieg gegen die Azai und Asakura in den Provinzen Ōmi und Echizen erfolgreich war, erhob ihn Oda Nobunaga 1573 zum Daimyō von Nagahama in Sudomi. Tōkichirō änderte seinen Namen in Hashiba Hideyoshi (羽柴 秀吉), was wohl auf die Initiative von zwei der höchstsituierten Männer Nobunagas zurückging: Niwa Nagahide und Shibata Katsuie.
Als Nobunaga am 21. Juni 1582 in Kyōto einem Anschlag seines Gefolgsmannes General Akechi Mitsuhide zum Opfer fiel, befand sich Hideyoshi in dessen Auftrag auf dem Weg zu einem Feldzug gegen die Mōri-Familie in Chūgoku. Hideyoshi machte in der Provinz Bitchū mit seinen Männern umgehend kehrt und besiegte die Akechi (Mitsuhide und seinen Vetter Mitsuharu, welcher ihm gezwungenermaßen folgte) dreizehn Tage nach Oda Nobunagas Tod in der Schlacht von Yamazaki vor Kyōto. Mit diesem Sieg wuchs sein politischer Einfluss, und so forderte er, dass Samboshi, der einzige männliche Nachkomme des ältesten Sohns Nobunagas, seinen Großvater beerben solle. Mit dieser Entscheidung wurde er de facto zum Nachfolger Oda Nobunagas und behauptete sich selbst gegen den Widerstand der zweiten und dritten Söhne Nobunagas sowie einiger anderer einflussreicher Männer des Reiches. 1583 errichtete er die Burg Osaka (Naniwa) in der Provinz Settsu, um von dort aus über Japan zu herrschen.

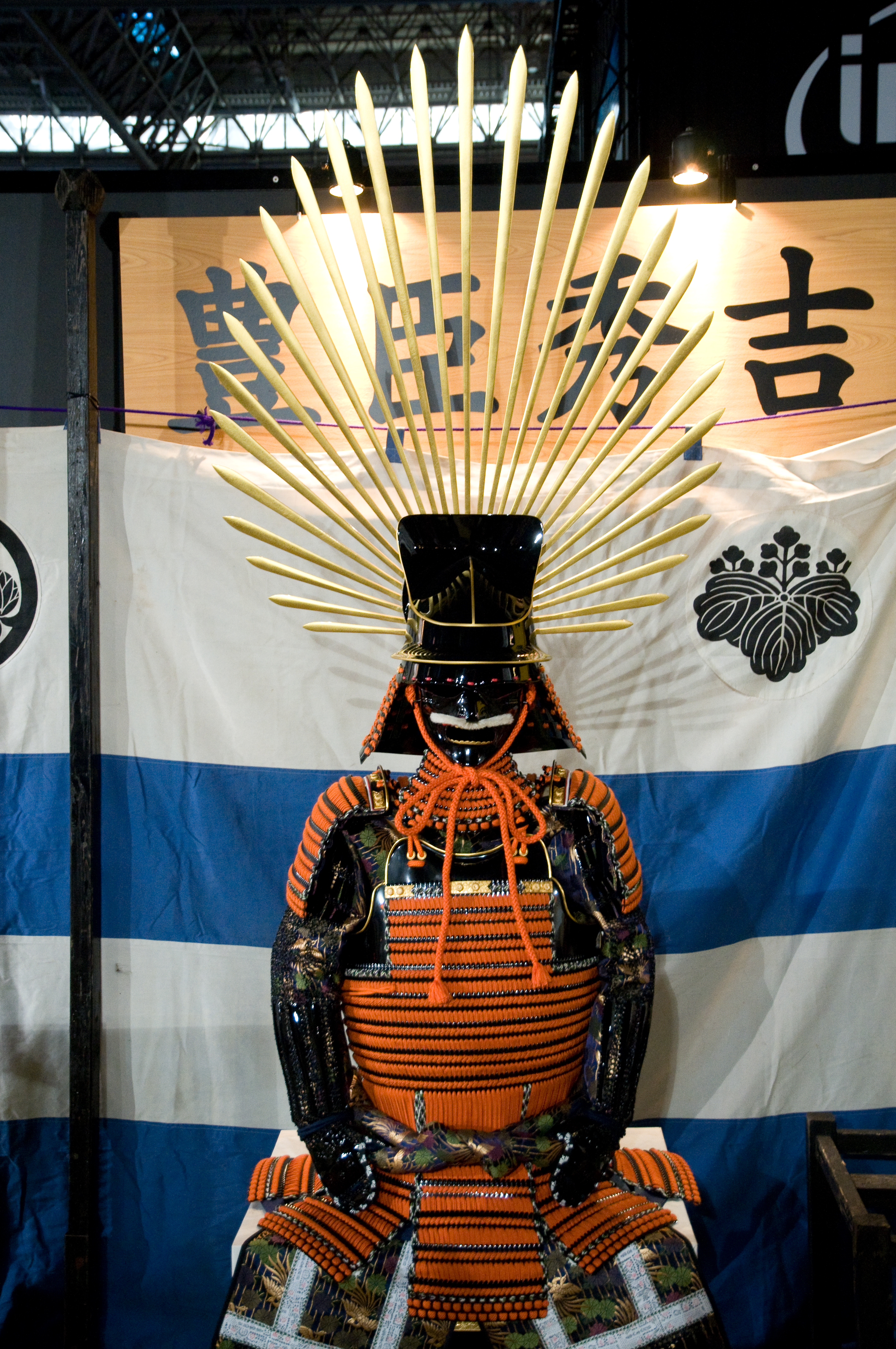
Hideyoshis Rüstung

Gelegentlich wird in der japanischen Literatur diskutiert, dass entgegen der landläufigen Meinung Hideyoshi das Amt des Shōgun nicht wegen seiner niedrigen Herkunft versagt worden sei. Dieses Gerücht sei von damaligen Beobachtern ausgestreut worden, für die dieses Amt die ultimative Herrschaftsbekundung bedeutete. Dabei missachteten sie aber, dass sowohl das Amt des Shōguns als auch das des Kampaku – das Hideyoshi 1585 übernahm – stets nur mit Mitgliedern der kaiserlichen Zweitfamilien besetzt worden waren. Hideyoshi entschied sich stattdessen für das Amt des Kampaku, da er sich mit dem Prestige des Hofes und nicht mit dem unrühmlichen Ende des Ashikaga-Shōgunats verbunden sehen wollte.

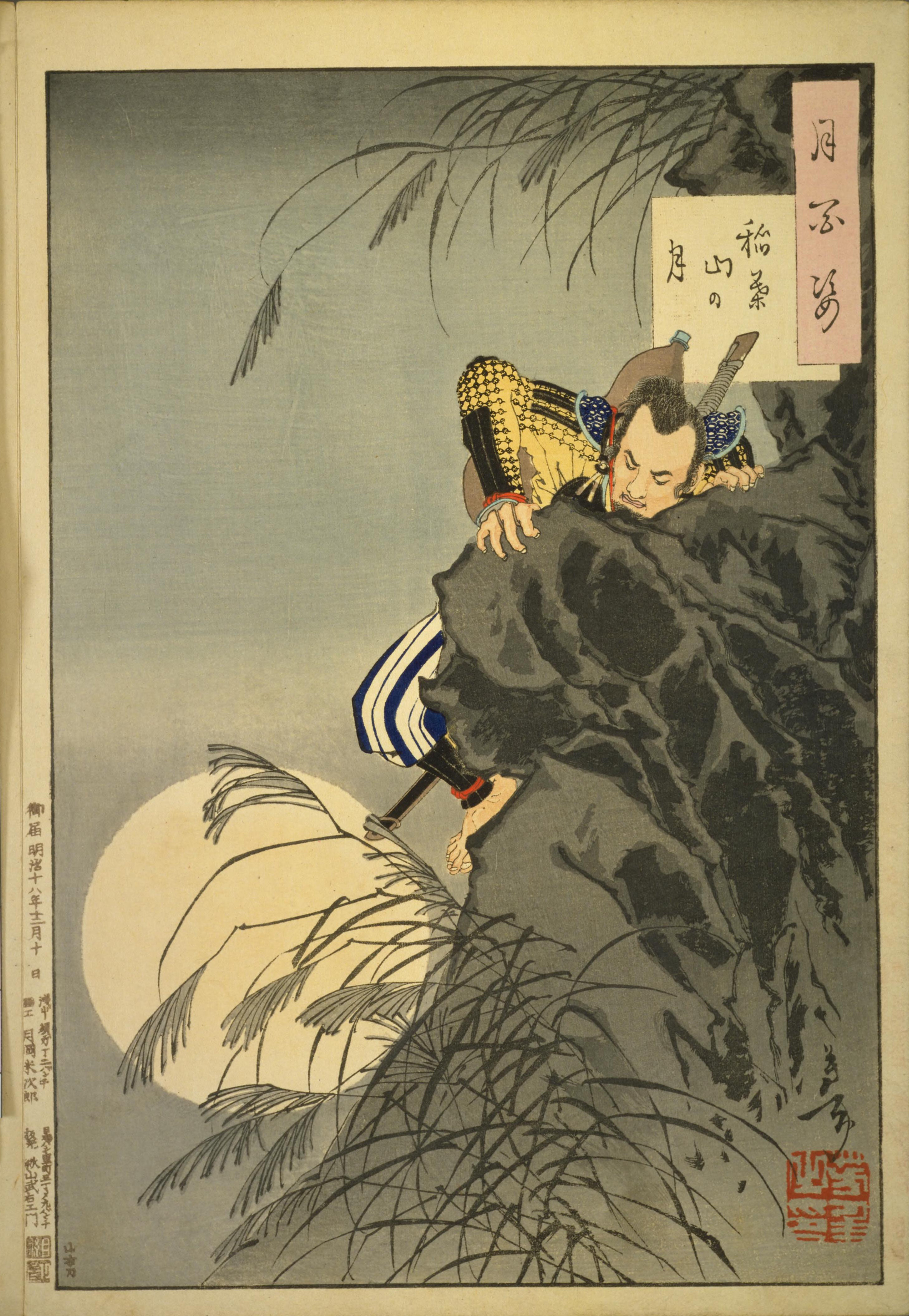
Yoshitoshi: 100 Ansichten des Mondes „Mond am Berg Inaba“ – Der junge Toyotomi Hideyoshi führt eine kleine Gruppe von Kriegern, um die Burg auf dem Berg Inabe anzugreifen. (1885, 12. Monat)

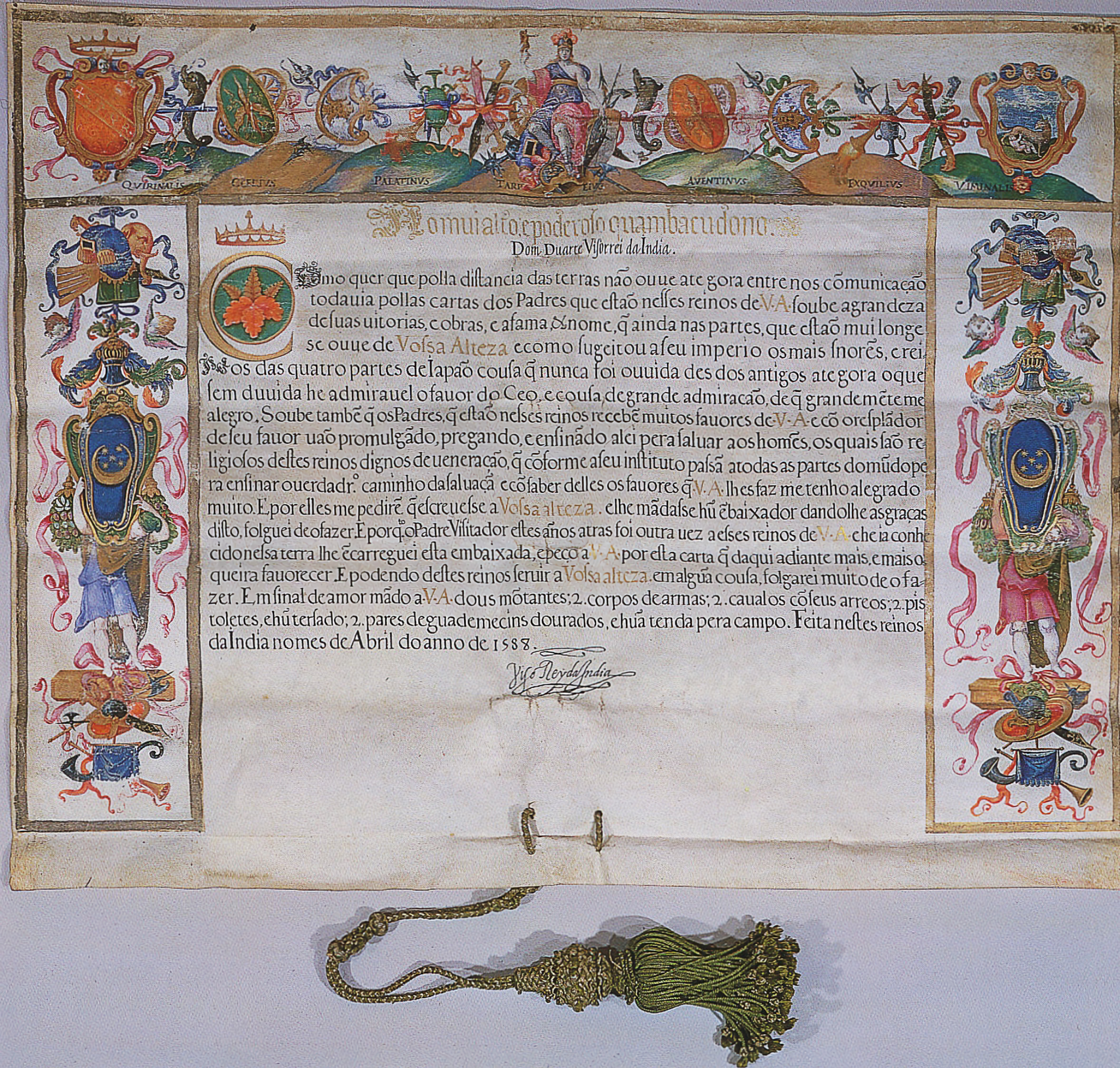
Brief von Dom Duarte de Meneses, dem 14. Vizekönig von Portugiesisch-Indien an Hideyoshi vom April 1588, gehört zu den Nationalschätzen Japans

1586 wählte Hideyoshi schließlich in Absprache mit dem Kaiser seinen neuen Klannamen (uji) Toyotomi, der „Großzügige Minister“, womit sein Name eigentlich Toyotomi no Hideyoshi war. Als er 1590 den Klan der Hōjō in Odawara in der Region Kantō besiegen konnte, hatte er seine Herrschaft über Japan gesichert. 1591 gab er zwar seinen Kampaku-Sitz zu Gunsten seines Neffen, Toyotomi Hidetsugu auf, blieb aber weiterhin als Taikō bekannt und herrschte de facto über Japan.
Hideyoshi trennte gesetzlich den Samurai- vom Bauernstand. Den Bauern war es nicht mehr erlaubt, ihren Wohnort zu verlassen und Waffen zu besitzen. Hideyoshis Truppen zogen durchs Land und sammelten die Waffen der Bauern ein. Dieser Vorgang wird als Schwertjagd bezeichnet. Aus dem Metall der eingeschmolzenen Waffen sollte eine riesige Buddhastatue zum Schutz des japanischen Volkes gegossen werden.

### Antichristliche Politik
Anfänglich setzte Hideyoshi noch die jesuitenfreundliche Politik Nobunagas fort, erließ aber 1597 ein Ausweisungsedikt für die Missionare, das nach dem Tod wieder aufgehoben wurde und erst unter seinen Nachfolgern, den Tokugawa-Shogunen, ab 1614 konsequent durchgesetzt wurde. Viele Missionare blieben auch in Japan und setzten ihre Missionstätigkeit verdeckt fort, oder kehrten nach Hideyoshis Tod dorthin zurück. Der Hauptgrund der Ausweisung war, nach einem Bericht des Weltreisenden Francesco Carletti, der sich zu dieser Zeit in Japan aufhielt, ein Vorfall im Jahre 1596. Damals strandete ein spanisches Schiff mit reicher Fracht beladen aus Manila kommend mit gebrochenem Ruder an der japanischen Küste. Nach einem Erlass Hideyoshis gehörte jede Fracht eines gestrandeten Schiffes dem japanischen Staat und wurde beschlagnahmt.
Die Spanier versuchten dieses Gesetz zu umgehen, indem sie und die Missionare behaupteten, die Ladung gehöre dem seit 1593 in Japan missionierenden Franziskanerorden.
Hideyoshis Antwort lautete: „Wie ist es denn überhaupt möglich, dass diese Mönche, die behaupten so arm zu sein, jetzt sagen, dass jene Schiffsladung ihnen gehöre? Deshalb meine ich, dass sie ganz üble betrügerische Leute sein müssen. Außerdem habe ich befohlen, dass ihre unverschämte Religion verboten wird.“ Sechs Franziskanerbrüder und zwanzig japanische Konvertiten wurden im Februar 1597 als unmittelbare Folge dieses Vorfalls in Nagasaki gekreuzigt und sämtliche Kirchen in Japan geschlossen.

### Versuchte Invasion Koreas und Ende
Hideyoshi wollte auch das Kaiserreich China beherrschen und entsandte Diplomaten, um die Situation auszukundschaften. Dafür stellte er eine Forderung an den Hof Joseon, der sich weigerte, Hideyoshi militärischen Zugang zu gewähren und es wurden Invasionsvorbereitungen gemacht. Hideyoshi hatte nach dem Ende der jahrhundertelangen Sengoku-Zeit über 300.000 Soldaten unter seinem Kommando, während Joseon und die Ming-Dynastie dem üblicherweise chaotischen Japan wenig Beachtung schenkten. 1592 begann die erste Invasion Koreas, mit fast 158.000 Soldaten, die an der Südküste Koreas landeten und die überraschte örtliche Garnison überrumpelten.
Die japanischen Truppen stießen rapide durch Korea vor und eroberten in nur wenigen Monaten die Hauptstadt Seoul und Pjöngjang, hatten aber ihre Versorgungslinien überzogen und wurden von den Reststreitkräften Joseons aufgehalten. Der schnelle Vorstoß erlaubte es der Joseon-Armee nicht, sich zu reformieren. Die Joseon-Dynastie forderte militärische Unterstützung von der Ming-Dynastie an, die daraufhin ein Expeditionsheer entsandten und sich auf die Gegenoffensive vorbereiteten.
Mittlerweile errang der General Yi Sun-sin trotz zahlenmäßiger Unterlegenheit bereits seine ersten Siege und schnitt somit die Kommunikation und Versorgungslinie zwischen den Invasionsstreitkräften und Japan ab. Die japanischen Truppen versuchten darauf in die Südwestregion Koreas vorzudringen, um die Joseon-Marine aus ihren Flottenstützpunkten und letzten Rückzugsorten zu vertreiben, erlitten aber trotz zehnfacher zahlenmäßiger Überlegenheit einen schweren Rückschlag mit der Niederlage bei der Schlacht um Jinju.
Die chinesischen und koreanischen Verbündeten starteten ihren Gegenangriff im Frühling 1593 und eroberten Pjöngjang zurück. Der übereifrige chinesische General wurde bei der Verfolgung der sich nach Seoul zurückziehenden Japaner in einen Hinterhalt gelockt und entkam nur knapp seinem Tod.
In der Nähe der Hauptstadt auf der Bergfeste Haengju verschanzten sich etwa 2.300 koreanische Soldaten, die eine strategische Position innehatten, die Seoul bedrohte. Die Japaner beschlossen die Festung mit etwa 30.000 Soldaten zu erstürmen, wurden aber unter sehr schweren Verlusten zurückgeschlagen, da die in enger Formation angreifenden Japaner anfällig für die koreanische Artillerie wie den Hwacha waren.
Damit wendete sich das Blatt zugunsten der Koreaner und ihrer chinesischen Verbündeten endgültig und die Japaner zogen sich aus Seoul zurück, aber nicht bevor sie die Hauptstadt mit ihren Palästen und der königlichen Bibliothek in Brand steckten. Einer Truppenzählung nach waren lediglich 53.000 Soldaten der ursprünglichen Invasionsarmee verblieben.
1596 wurde ein Waffenstillstand ausgehandelt, in dem sich die koreanische Armee reformierte und modernisierte und die japanischen Truppen auf Unterstützung aus Japan warteten. 1597 begann die zweite Phase des Krieges mit etwa 120.000 Invasionstruppen, die nach Korea verschifft wurden.
Der koreanische Admiral Yi errang weitere kriegsentscheidende Siege, mit der die Invasion abgewendet werden konnte. Nach dem Tod von Toyotomi Hideyoshi im Jahr 1598, begrenzten Fortschritten auf dem Landweg und der fortgesetzten Unterbrechung der Nachschublinien durch die joseonische Marine wurden die japanischen Streitkräfte in Korea vom neuen regierenden Rat der Fünf Regenten nach Japan zurückbeordert. Es folgten endgültige Friedensverhandlungen zwischen den Parteien, die sich über mehrere Jahre hinzogen und schließlich zur Normalisierung der Beziehungen führten.
Toyotomi Hideyoshi erlag 1598 in der Burg Fushimi bei Kyōto (heute ein Stadtteil Kyōtos) einer nicht näher identifizierten Krankheit. Auf seinem Sterbebett bat er die fünf Daimyō, sich um seinen Sohn Hideyori, den Erben Japans, zu kümmern. Hideyoshis Ziele, eine Dynastie zu schaffen und das Reich zu einigen, schlugen jedoch fehl. Tokugawa Ieyasu, einer der fünf Daimyō, die er in den Rat der Fünf Regenten berufen hatte, schaltete seine Konkurrenten nacheinander aus, einigte das Reich und sicherte seine Herrschaft schließlich in der Schlacht von Sekigahara. Die Nachfahren Hideyoshis wurden getötet.
In Zen-buddhistischer Tradition verfasste Hideyoshi auf dem Sterbebett folgendes, von der buddhistischen Vorstellung der Vergänglichkeit der Welt geprägtes, Todesgedicht:

「露と落ち 露と消えにし 我が身かな 難波のことも 夢のまた夢」

„Tsuyu to ochi / tsuyu to kiye ni shi / waga mi kana / Naniwa no koto mo / yume no mata yume“

„Wie der fallende und schwindende Tau bin ich! Selbst das Schloss von Osaka ist nur ein Traum in einem Traum.“

## Shintō

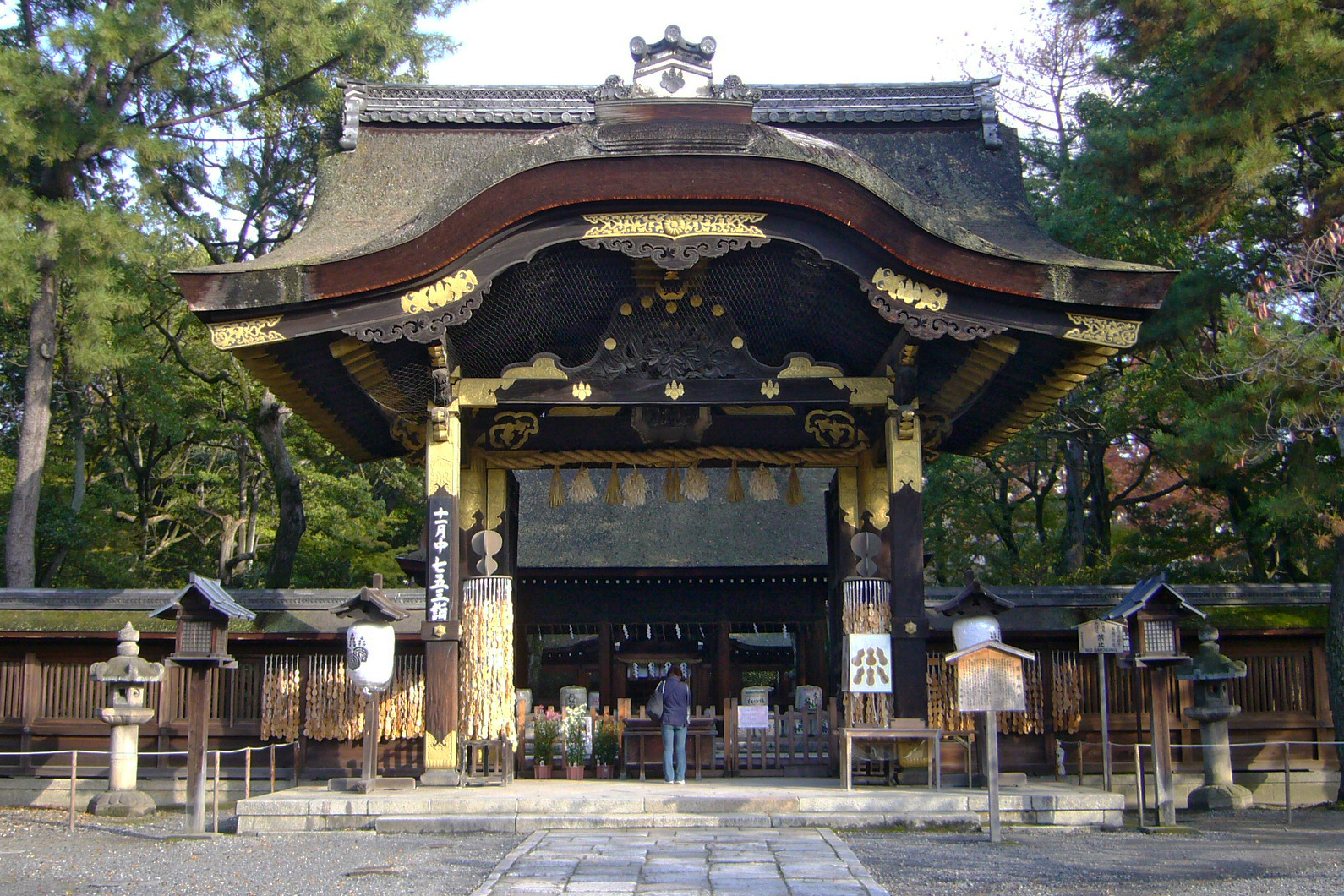
Kyōto Toyokuni-Schrein

Posthum wurde Hideyoshi unter dem Namen Toyokuni Daimyōjin (豊国大明神 „leuchtende Gottheit des Reichtums des Landes“) verehrt. Als Shintō-Gottheit (Kami) wird er in einer Reihe von Schreinen verehrt. Diese werden entweder Toyokuni-Schrein (Kun-Lesung) oder Hōkoku-Schrein (On-Lesung) genannt, beides kann jeweils 豊国神社 (Shinjitai) oder 豐國神社 (Kyūjitai) geschrieben werden, darunter der Toyokuni-Schrein in Kyōto (erbaut 1599), später wieder errichtet als Hōkoku-Schrein (erbaut 1700 auf dem gegenwärtigen Standpunkt des Mausoleums Hōkoku-ryō, danach abgerissen und 1880 an anderer Stelle wieder aufgebaut), der Toyokuni-Schrein in Kanazawa, der Hōkoku-Schrein in Tōkyō, der Hōkoku-Schrein in Ōsaka (zusammen mit Toyotomi Hidenaga und Toyotomi Hideyori), der Nagoya Toyokuni-Schrein (erbaut 1881) und der Nagahama Hōkoku-Schrein (Präfektur Shiga).

## Filmische Rezeption
Der japanische Film Der Tod eines Teemeisters befasst sich mit dem Konflikt zwischen Hideyoshi und seinem einflussreichen Teemeister Sen no Rikyu. Die Dokumentation Das Gold der Samurai befasst sich ebenfalls mit Toyotomi Hideyoshi. In dem Film geht es hauptsächlich um die Gewinnung und Verwendung des von ihm geförderten Goldes. Im Fantasy-Film The Legend Of Goemon des Regisseurs Kazuaki Kiriya tauchen neben Hideyoshi selbst sowohl sein Teemeister Rikyu als auch sein Vorgänger Oda Nobunaga sowie sein Nachfolger Tokugawa Ieyasu auf. Ein weiterer Film, in dem er eine zentrale Rolle spielt, ist The Floating Castle - Festung der Samurai aus dem Jahr 2012.

## Fernsehdokumentationen
Netflix strahlte im Jahr 2021 mit Zeitalter der Samurai: Der Kampf um Japan eine sechsteilige Dokumentation über Hideyoshis Aufstieg und die Geschehnisse bis zum Beginn der Ära der Tokugawa bzw. dem Beginn der Edo-Zeit aus, in der zahlreiche Historiker zu Wort kommen.